# كفير (عفرين)
كفير (بالكردية: Kifêrê‏) قرية سوريّة تتبع إداريّاً لمحافظة حلب منطقة عفرين ناحية مركز عفرين. بلغ تعداد سكانها 213 نسمة حسب التعداد السكاني لعام 2004، و576 نسمة حسب قيود السجل المدني لنهاية عام 2005.